# 谷村栄二
谷村 栄二（たにむら えいじ、1967年〈昭和42年〉5月26日 - ）は、日本の農林水産官僚。

## 来歴
宮崎県宮崎市出身。宮崎県立宮崎西高等学校を経て、1991年（平成3年）3月、東京大学経済学部を卒業。同年4月、農林水産省に入省（Ⅰ種・経済）。入省後、総合食料局食品産業企画課食品環境対策室長、在オーストラリア日本国大使館参事官、食料産業局バイオマス循環資源課長、生産局畜産部食肉鶏卵課長、同部畜産企画課長、食料産業局総務課長などを歴任。
2019年（平成31年）1月11日、農林水産省大臣官房付に異動。同年（令和元年）5月7日、農林水産省大臣官房参事官（環境・国際）に就任。在任中、食料・農林水産分野における環境案件の国際対応などを担当した。
2021年（令和3年）7月1日、内閣官房内閣審議官（内閣官房副長官補付）兼内閣官房TPP等政府対策本部審議官に就任。
2023年（令和5年）7月4日、林野庁林政部長に就任。
2024年（令和6年）7月5日、農林水産省大臣官房危機管理・政策立案総括審議官に就任。
2025年（令和7年）7月1日、林野庁次長に就任。

## 年譜
- 1991年（平成3年）
  - 3月 - 東京大学経済学部卒業[1]
  - 4月 - 農林水産省入省[1]
- 2008年（平成20年）4月 - 農林水産省総合食料局食品産業企画課食品環境対策室長[1]
- 2010年（平成22年）4月 - 在オーストラリア日本国大使館参事官[1]
- 2013年（平成25年）9月 - 農林水産省食料産業局バイオマス循環資源課長[1]
- 2015年（平成27年）8月 - 農林水産省生産局畜産部食肉鶏卵課長[1]
- 2016年（平成28年）6月 - 農林水産省生産局畜産部畜産企画課長[1]
- 2017年（平成29年）7月 - 農林水産省食料産業局総務課長[1]
- 2019年（平成31年／令和元年）
  - 1月 - 農林水産省大臣官房付[5]
  - 5月 - 農林水産省大臣官房参事官（環境・国際）[1][6]
- 2021年（令和3年）7月 - 内閣官房内閣審議官（内閣官房副長官補付）兼内閣官房TPP等政府対策本部審議官[1][8]
- 2022年（令和4年）6月 - 輸出・国際局付兼内閣官房内閣審議官（内閣官房副長官補付）兼内閣官房TPP等政府対策本部審議官[1]
- 2023年（令和5年）7月 - 林野庁林政部長[1][9]
- 2024年（令和6年）7月 - 農林水産省大臣官房危機管理・政策立案総括審議官[1][4]
- 2025年（令和7年）7月 - 林野庁次長[3]